# Граэл, Торбен
Торбен Шмидт Граэл (порт. Torben Schmidt Grael, род. 22 июля 1960 года в Сан-Паулу, Бразилия) — бразильский яхтсмен датского происхождения. Двукратный олимпийский чемпион в классе Звёздный, двукратный чемпион мира. Один из наиболее титулованных бразильских спортсменов в истории Олимпийских игр, делит с другим яхтсменом Робертом Шейдтом рекорд среди бразильцев по количеству олимпийских наград.
Своё первое олимпийское золото выиграл совместно с Марсело Феррейрой в 1996 году на Олимпиаде в Атланте.
На Олимпиаде в Сиднее в 2000 году они были только третьими, однако на следующей Олимпиаде, в 2004 году в Афинах, вновь стали чемпионами. В 2004 году Торбен Граэл был знаменосцем сборной Бразилии на церемонии открытия Олимпийских игр в Афинах. 5 августа 2016 года был одним из 8 людей, выносивших олимпийский флаг во время церемония открытия летних Олимпийских игр в Рио-де-Жанейро.
В 2008/09 годах был шкипером шведской яхты Ericsson 4, победившей в престижной кругосветной регате Volvo Ocean Race.

## Семья
Дед Торбена Граэла по материнской линии Пребен Таге Аксель Шмидт родился в датском Фредериксберге в 1898 году, а бабушка была родом из Восточной Пруссии.
Младший брат Торбена Ларс Граэл (род. 1964) также был известным яхтсменом, участвовал в 4 подряд Олимпийских играх (1984, 1988, 1992 и 1996), на которых завоевал две бронзовые медали в классе «Торнадо». В 1998 году Ларс в результате несчастного случая на воде лишился ноги. Ещё один брат Торбен Аксель стал политиком, с 2021 года является мэром Нитероя.
Два дяди Торбена и Ларса близнецы Эрик Пребен-Шмидт (род. 1939) и Аксель Пребен-Шмидт (1939—2018) также представляли Бразилию в парусном спорте в классах «Звёздный» и «Солинг» на Олимпийских играх в 1968 и 1972 годах, но выше шестого места не поднимались. Эрик и Аксель были братьями матери Торбена и Ларса Ингрид.
Дочь Торбена Мартине Граэл (род. 1991) выиграла два золота в классе 49-й FX на Олимпийских играх 2016 года в Рио-де-Жанейро и 2020 года в Токио. Сын Торбена Марко (род. 1989) также стал яхтсменом и выступал на Олимпийских играх 2016, 2020 и 2024 годов.